# Sălciua de Sus, Alba

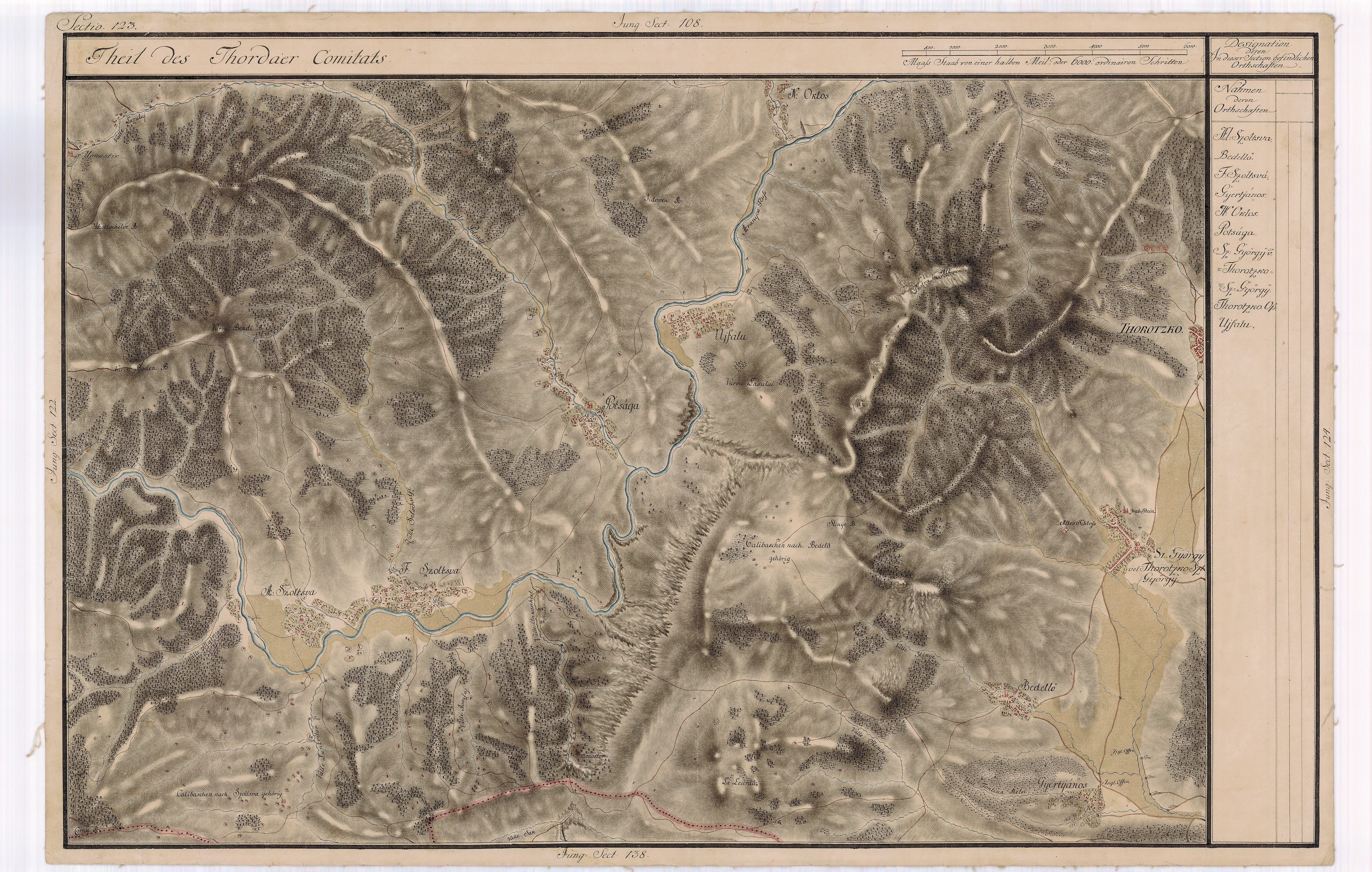
Sălciua de Sus pe Harta Iosefină a Transilvaniei, 1769-1773 (Sectio 123)

Sălciua de Sus (în maghiară Felsőszolcsva) este un sat în comuna Sălciua din județul Alba, Transilvania, România.
Pe Harta Iosefină a Transilvaniei din 1769-1773 (Sectio 123), localitatea apare sub numele de „F. (Felsö) Szolcsva”. La cca 1 km de sat, pe firul unei văi afluente din dreapta a Arieșului, pe această hartă este trecută o veche mănăstire (“Monostor”).

## Considerații generale
Sălciua de Sus face parte, alături de satele Sălciua de Jos, Valea Largă, Dumești, Sub Piatră, Dealul Caselor, din comuna Sălciua. Numele satului Sălciua de Sus vine de la numărul mare de sălcii pitice care creșteau în vechime pe malul Arieșului, ale căror ramuri erau folosite la împletirea de coșuri. Precizarea de Sus din denumirea localității arată locul în amonte pe care aceasta îl ocupă pe râul Arieș.

## Date geografice
Localitatea Sălciua de Sus este așezată în partea nordică a județului Alba, la o distanță de 117 km de reședința de județ, mai aproape fiind de Turda (45 km) și de Câmpeni (41 km). La nord se află Muntele Mare, iar la sud, Munții Trascăului.
Sălciua de Sus are o suprafață de 42 de hectare și se află la 1 km distanță de reședința comunei. 
Altitudinea medie a comunei este 747 m, iar clima este temperat continentală.
„Depresiunea Sălciua apare ca o depresiune intramontană de contact morfologic, iar din punct de vedere genetic este de tip tectonic și eroziune.”

## Date istorice
„Cele mai vechi urme de locuire omenească descoperite până în prezent pe teritoriul comunei Sălciua datează din epoca timpurie a bronzului, deci din primul sfert al mileniului II î.e.n.” Ele constau dintr-o serie de tumuli (movile funerare) localizate în apropierea culmii Bedeleu. 
Primul document păstrat despre Sălciua de Sus datează din anul 1379, însă se consideră de către unii cercetători că satul a luat ființă puțin mai devreme, în anul 1370. Numele localității Sălciua de Sus apare în acest document scris în limba latină, de unde aflăm că Nicolae și Iacob, originari din Sălciua, au deschis proces cu un anume Lucasiu. Sus-numiții erau în conflict pentru pământuri, pentru o anumită moșie.
De-a lungul timpului, localitatea Sălciua de Sus a purtat mai multe denumiri, după cum urmează: Felsewsolczwa, Felsew Solezwa, Szeltsiva gyin Szusz, Sălciva de Sus.
La biserica din Sălciua de Sus se păstrează cărți bisericești : Priodion tipărit în 1775 la Râmnic, Catavasier (1777, Blaj), Teologia moralicească (1746, Blaj).
La Adunarea Națională a românilor de la Alba-Iulia au luat parte și 3 persoane din Sălciua de Sus: Praja Maria, Gaja Mihail și Gaja Veronica, care și-au dat acceptul în Sala Unirii pentru înfăptuirea unirii.

## Date etnografice

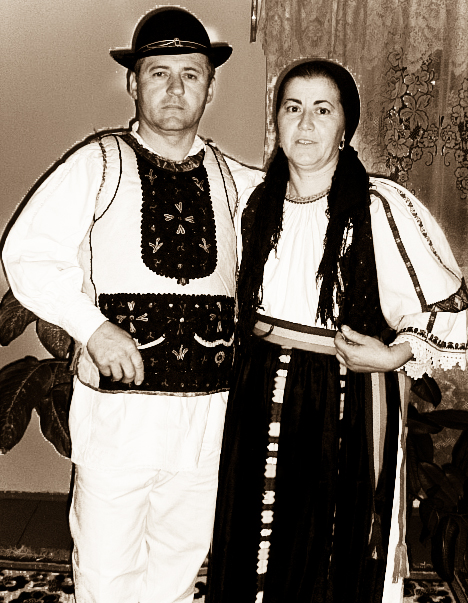
Portul popular specific comunei Sălciua

Comuna Sălciua face parte din Mocănimea Munților Apuseni din punct de vedere etnografic. Se impune a face o distincție între mocan și moț; „trăsăturile de personalitate, portul și obiceiurile îl diferențiază pe mocan de moț (țop): «Mocanul este mai vioi la petrecere și mai puțin crâncen ca moțul, mai deschis la suflet și mai sincer».” 
Satul Sălciua de Sus este de tipul sat adunat, gospodărille fiind întinse de-a lungul DN 75.
Ocupațiile sălciuanilor nu s-au schimbat prea multe de-a lungul timpului. Agricultura cu cele două ramuri, cultura plantelor și creșterea animalelor, este o ocupație străveche pe teritoriul comunei. Acesteia i se adaugă până în zilele noastre și alte ocupații secundare: vânătoarea, albinăritul, lucrul la pădure, culesul din natură (fructe sălbatice).
Portul popular este asemănător cu al celorlalți mocani. Atât în portul femeiesc, cât și în cel bărbătesc, cusăturile și detaliile de pe cămașă apar în culorile roșu, negru sau albastru. Tricolorul nu lipsește nici el din portul sălciuănesc.
Tradițiile sunt diverse și numeroase în comuna Sălciua. „Ceva mai deosebit s-a moștenit de la cultura grâului, extins pe suprafețe mari, în vechime (în aceea vreme, Sălciua era numită Grânarul Apusenilor), seceratul în clacă amintind de claca medievală (muncă neplătită).” În legătură cu această muncă s-au păstrat mai multe creații populare, din care amintim Cântecul cununii, în variante specifice în funcție de sat.

## Date demografice
În anul 2006, Sălciua de Sus număra 587 persoane, din care 295 bărbați și 292 femei. În urma datelor furnizate după recensământul din 2011, se constată o scădere a populației. Astfel, în acest moment, în Sălciua de Sus locuiesc 546 de persoane: 275 sunt bărbați, iar 271 sunt femei. În ce privește religia oamenilor din Sălciua de Sus, 2 persoane s-au declarat martori ai lui Iehova, iar restul au declarat că sunt creștin-ortodocși. 
Satul Sălciua de Sus nu are în componență persoane aparținând altor minorități naționale, toți declarându-se români.
Populația fiind îmbătrânită, a reieșit că majoritatea persoanelor au doar școala elementară (adică 7-8 clase).
Tot după rezultatele recensământului din 2011 s-a constatat că agricultura rămâne ocupația de bază în Sălciua de Sus, mai mult de 50% din populație declarându-se agricultori (fie se ocupă cu creșterea animalelor, fie practică cultura plantelor).

## Activitatea educațională

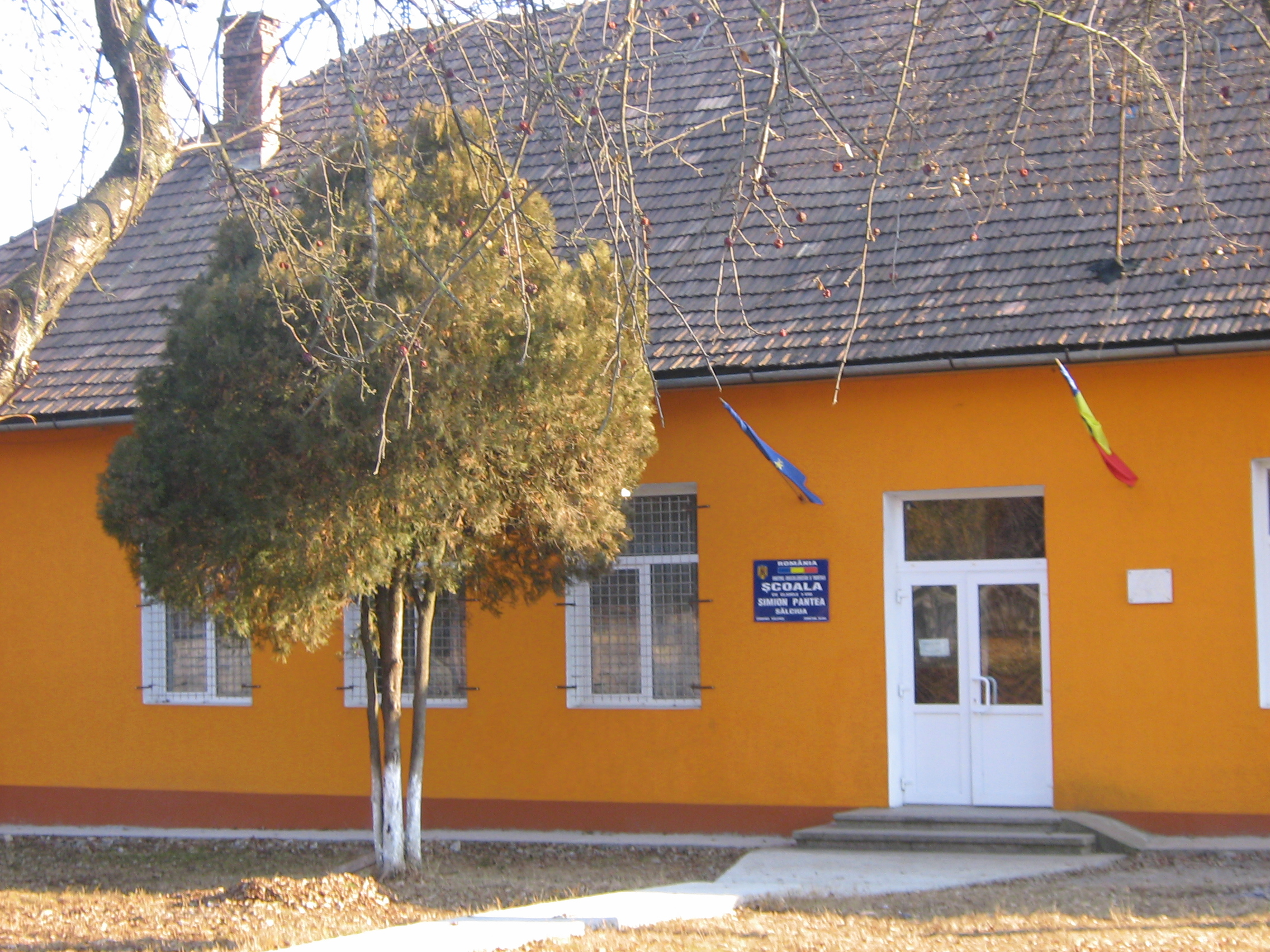
Școala cu clasele V-VIII „Simion Pantea”, localizată în Sălciua de Sus

„Atestarea scrisă legată de existența unei școli la Sălciua se leagă de anul 1782, în ajunul marii răscoale populare din Transilvania, condusă de Horia, Cloșca și Crișan.” Se vorbește de construirea a 7 noi școli în Munții Apuseni, dascălii care urmau să predea în aceste locuri fiind răsplătiți cu 120 de florini pe an.
La 1 noiembrie 1942 s-a inaugurat un nou local de școală în Sălciua de Sus pentru clasele I-VIII. Acesta se compunea din 2 săli de clasă, 4 camere mici, beci și magazie pentru locuința învățătorului.
În perioada 1 septembrie 1955 – 1 septembrie 1961 s-a construit o altă clădire de școală, în «locul târgului». Clădirea de lângă târg s-a dat în folosință în anul 1962, fiind folosită de către elevii claselor V-VIII.
După 1962, clădirea construită în 1942 se folosește numai pentru clasele I-IV și grădiniță.
Numele școlii din Sălciua de Sus se leagă de o mare personalitate a satului: Simion Pantea.

## Personalități culturale – Simion Pantea
Simion Pantea a trăit la sfârșitul secolului al XVIII-lea și începutul secolului al XIX-lea; a locuit în cătunul Păntești – Sălciua de Sus.
Sursele bibliografice îl arată ca : „țăran mai răsărit”, „cantor de biserică”, „copist de manuscrise”, „jude al satului”.
Simion Pantea devine una dintre personalitățile satului o dată cu finanțarea tipăririi la Sibiu a cărții Alexandria, în anul 1794. A fost primul care a decis să tipărească o carte populară, cum era Alexandria, care circula în toată țara doar în manuscris. Dovada acestui gest stă înscrisă în epilogul cărții: „Această carte Alexandriia s-au tipărit acum întâia oară, prin îndemnarea și cheltuiala dumnealui chir Simeon Pantea, din Selcioa de Sus.” Activitatea lui culturală nu se oprește aici: în 1802, finanțează tipărirea cărții Esopia tot la Sibiu.; în 1807, dăruiește bisericii Sălciua de Sus următoarele cărți bisericești: Triodul, Penticostarul, Octoihul și Miniul; anii 1810 și 1824 sunt dedicați pentru retipărirea cărții Alexandria.
Finanțarea tipăririi de cărți și răspândirea lor în rândul oamenilor i-au adus lui Simion Pantea supranumele de „iluminist”.
Tocmai datorită acestor activități intense pentru culturalizarea maselor, „literatura de specialitate îl prezintă pe Simion Pantea ca un pasionat în editarea și popularizarea cărților în rândul populației de la sate.”
Simion Pantea s-a remarcat și pe alte planuri: a participat alături de „satul său la răscoala lui Horea, numărându-se printre oamenii de nădejde ai conducătorului țărănimii ardelene.”
Pentru tot ce a însemnat și realizat Simion Pantea pentru comuna Sălciua, din 8 octombrie 1995, prin decizia Inspectoratului Școlar Județean Alba, Școala cu clasele I-VIII Sălciua îi poartă numele.

## Târgul de la Sălciua
Târgul care se organizează lunar în Sălciua de Sus are o istorie de 104 ani. 
În 1907, Mihail Gaja, Vasile Cioara, Matei Popa Duma, Ioan Popa Gligan, Vasile Groza, Dumitru Duma, Vasile Moisă și Vasile Baciu au fost cei care au luptat pentru câștigarea dreptului de a organiza târguri de animale în Sălciua. „Acești oameni sunt aceeia care au câștigat primele târguri din Sălciua, fiind în Deputație la Budapesta și mult trudindu-se.”
„Deputațiunea” a fost la Budapesta pentru a obține dreptul de a ține târguri în 20 octombrie (târgul oilor) și în 4 aprilie (târgul mieilor); pe urmă, numărul târgurilor a crescut la 6 pe an, în prezent desfășurându-se câte unul în fiecare lună a anului.
Faptul că Sălciua are „un potențial agricol ce rivalizează cu multe localități de câmpie este dovedit și acum de târgurile de țară lunare de aici, în care se adună animale mai multe decât în târgurile celorlalte așezări din lungul văii Arieșului.”

## Monumentul Eroilor din Sălciua de Sus

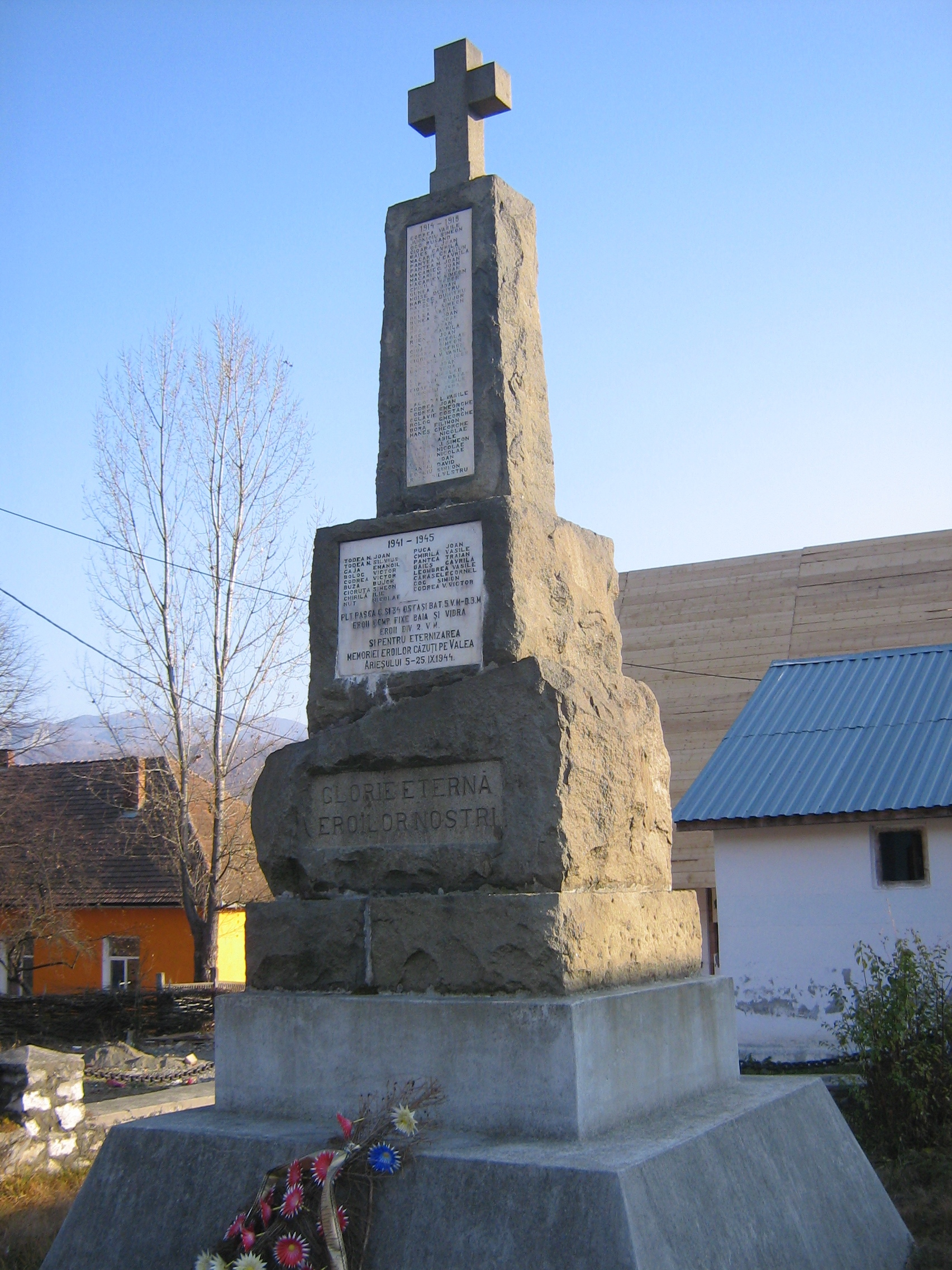
Monumentul Eroilor din Sălciua de Sus

Construirea Monumentului Eroilor din Sălciua de Sus se leagă de numele învățătorului Enea Ludovic Todea.
Pe o perioadă de 10 ani, între 1934-1944, acesta s-a ocupat de procurarea pietrei în vederea construirii monumentului din localitate. Suma care s-a adunat din colecte pentru înălțarea monumentului a fost de 2 milioane de lei, parte din bani fiind obținuți din programele artistice susținute de către tinerii din sat și cei din satele vecine.
Numele complet al monumentului este: Monumentul Eroilor căzuți pe Valea Arieșului în septembrie 1944, iar dezvelirea a avut loc la data de 30 mai 1946.

## Muzeul comunei Sălciua
Muzeul comunei se află în Sălciua de Sus lângă locul în care se ține lunar târgul de animale și de mărfuri, iar inaugurarea acestuia a avut loc la data de 5 noimebrie 2006. Poartă numele etnografului Valer Butură, o altă personalitate a comunei.
Muzeul este construit ca o casă bătrânească, cu un pridvor mare în față și 2 camere mici, fiind împrejmuit de un gard de nuiele. În camere se află: un război de țesut, un pat așternut la fel cum se obișnuia și cu sute de ani în urmă, cu multe perne și țoale, o laviță, o masă mare în centrul camerei și un pătuț pentru nou-născuți.
În plus, muzeul adăpostește costume populare de o vechime impresionantă, vase și oale vechi, de lut, iar de grindă atârnă o lampă ce funcționează cu petrol.

## Note

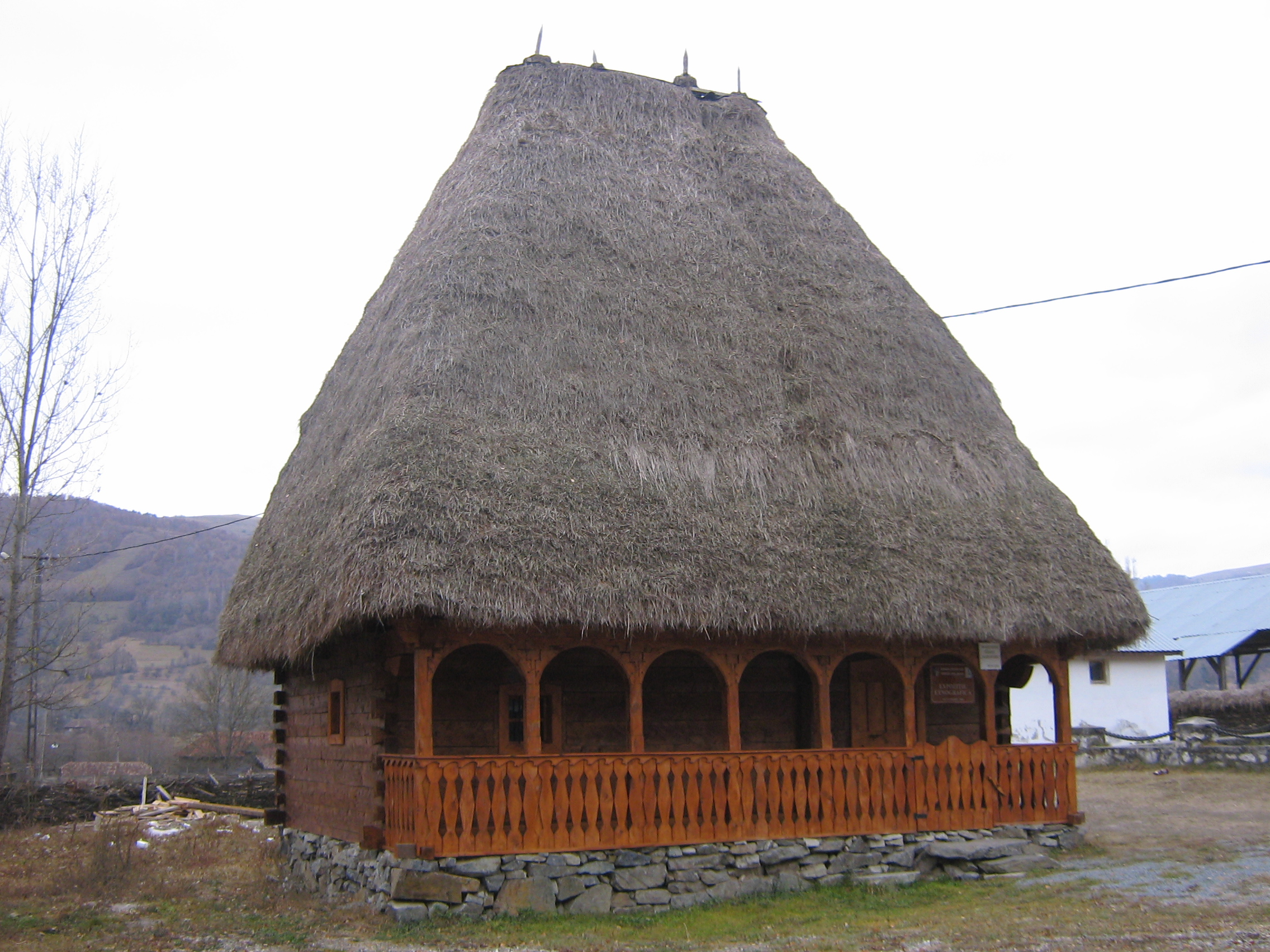
Muzeul comunei Sălciua, „Valer Butură”
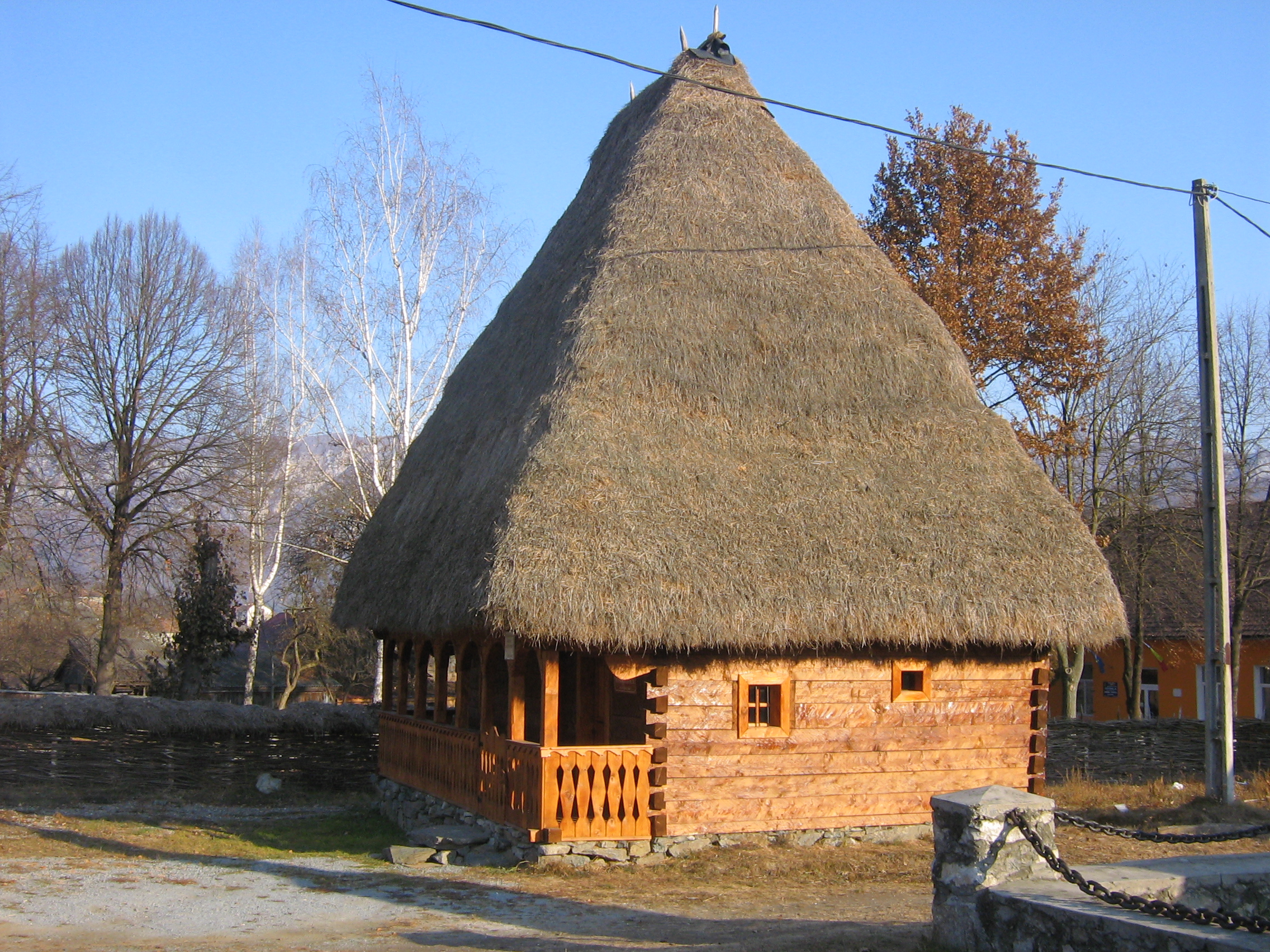
Muzeul comunei Sălciua, localizat în Sălciua de Sus
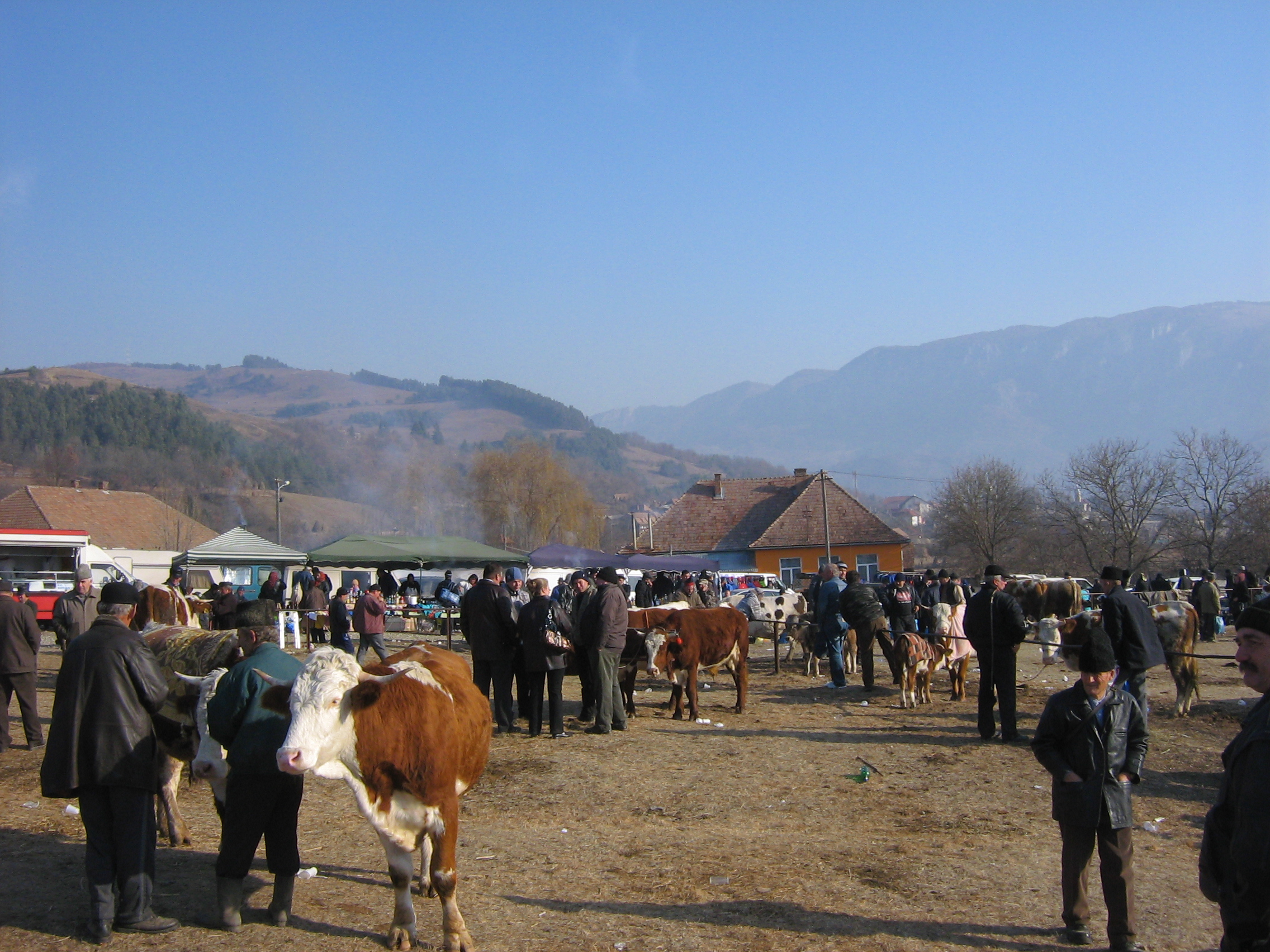
Târgul de animale care se ține lunar în Sălciua de Sus
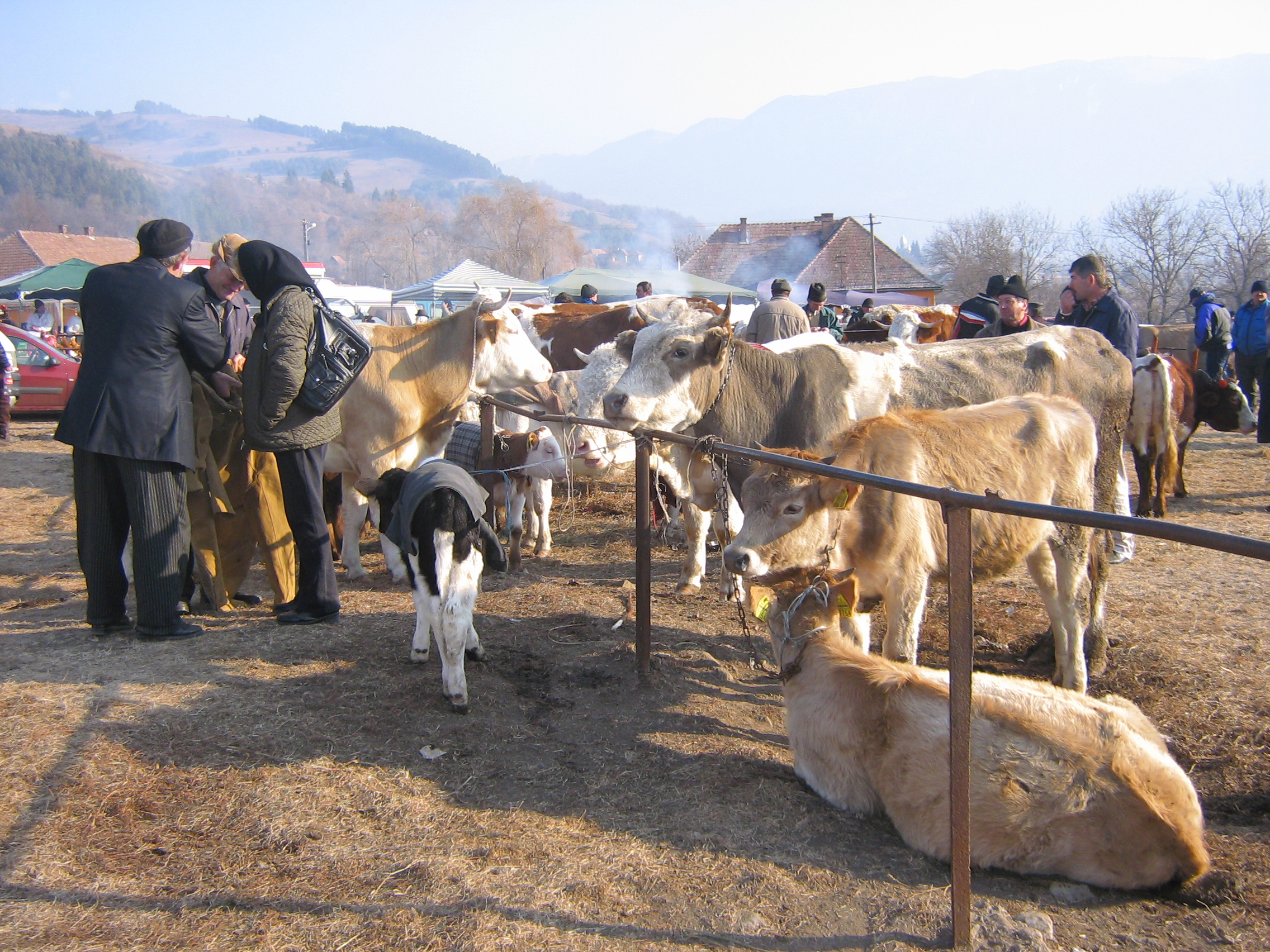
Târgul de animale din Sălciua de Sus
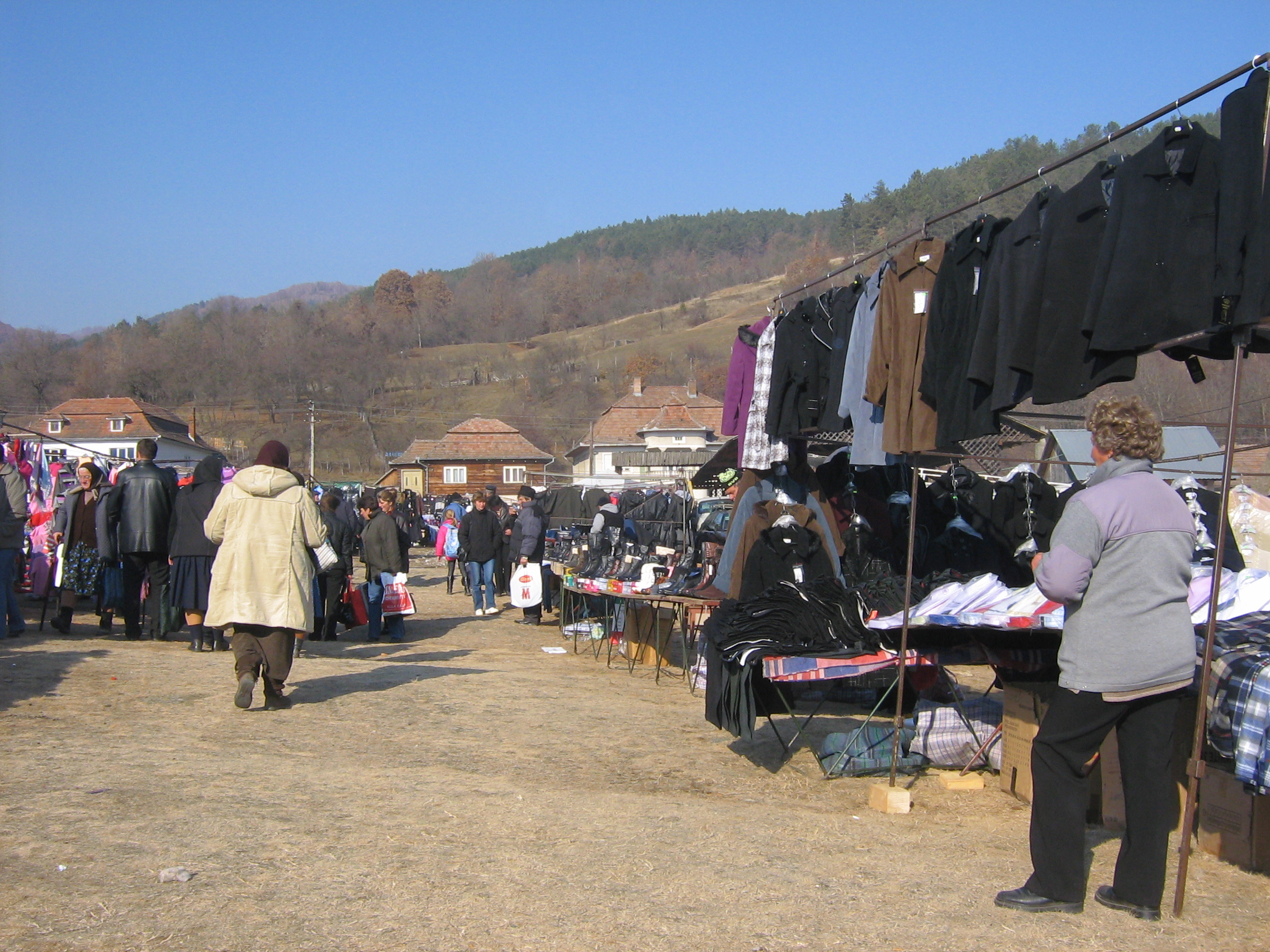
Târgul de mărfuri, ținut în același timp cu târgul de animale
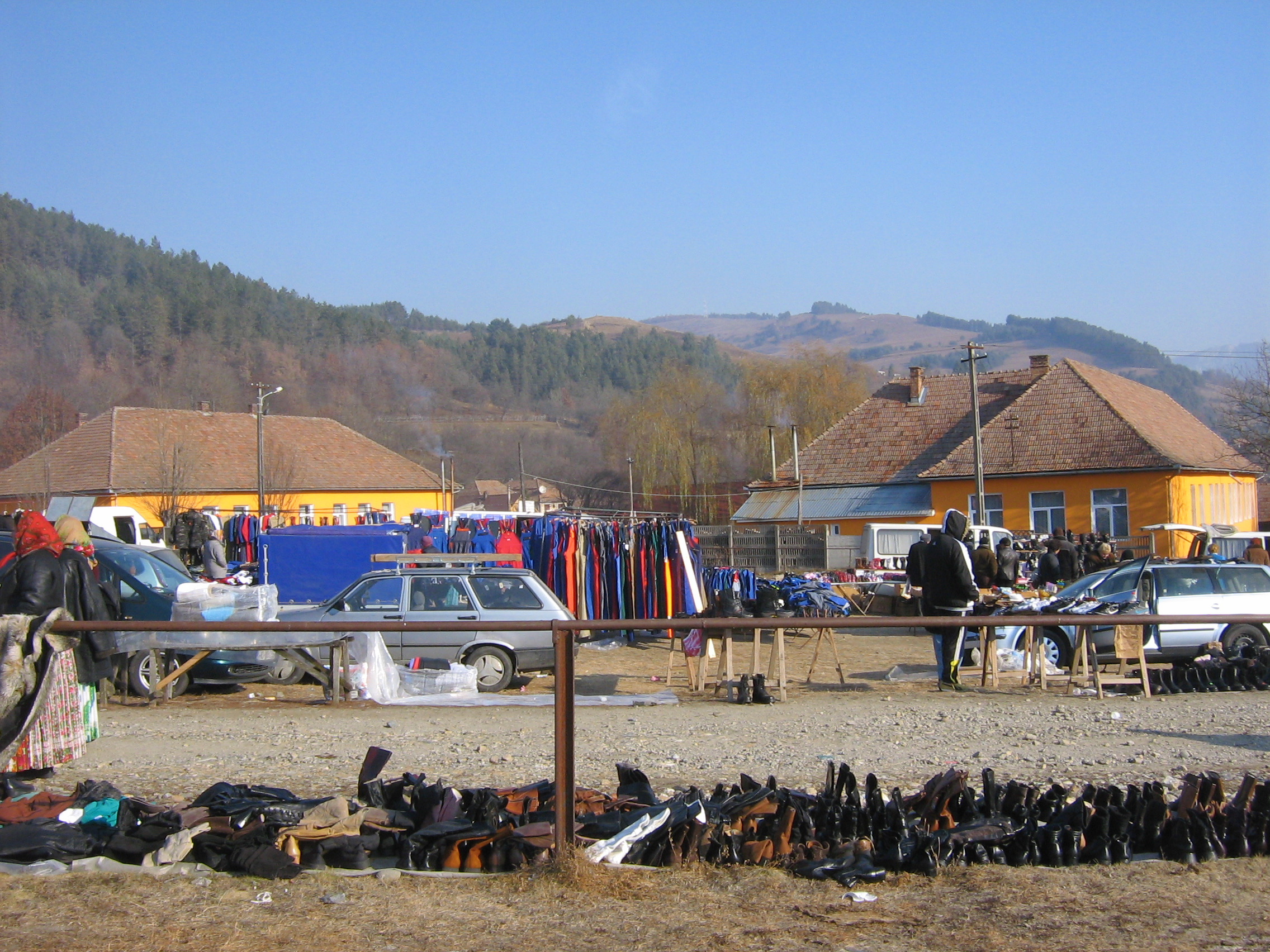
Târgul de mărfuri din Sălciua de Sus